# Церковь Сретения Господня (Никольское)
Церковь Сретения Господня — православный храм в селе Никольское, Свердловской области.
Решением Исполнительного комитета Свердловского областного Совета народных депутатов № 75 от 18 февраля 1991 года присвоен статус памятника архитектуры регионального значения.

## История
Село Никольское состояло в экономии Николаевского Верхотурского монастыря. В состав прихода входили деревни Рогалёва, Кашина и Оксариха.
Здание храма трижды перестраивалось, о первом известно из грамоты от 23 сентября 1766 года митрополита Тобольского Павла, что "«от давняго построения он пришел в ветхость» и позволено строить новое здание. Дат строительства второго здания нет. В 1790 году обустроен один из приходов во имя святого великомученика Дмитрия Мироточивого.
К 1836 году окончен основной этап строительства капитального каменного трёхпрестольного храма. В 1836 году правый предел освящён во имя святого великомученика Дмитрия Солунского Мироточивого. В 1842 году главный храм освящён во имя Сретения Господня. В 1861 году левый предел освящён во имя святого пророка Илии. Причт состоял из священника, диакона и псаломщика. В селе обустроен церковный дом и церковно-приходская школа. С 1894 года в деревне Кашиной работала школа грамоты, а в деревне Оксарихе земская школа.
В 1922 году изъято имущество церкви, в том числе: «22 фунта 21 золотник серебра» (9 килограмм). Храм закрыт в 1938 году. Полуразрушен, не восстанавливается.

## Архитектура
Здание каменное, трёхчастное, состоит из поставленных по единой оси храмового объёма, трапезной и колокольни. Храм кубический, одной высоты с прямоугольной апсидой; на северной и южной сторонах оформлен четырёхколонными портиками с широким гладким фризом и фронтонами.
Окна в нижнем ряду прямоугольные, в верхнем — посередине квадратные, по краям — полукруглые. Завершение храма — полусферический купол на барабане-ротонде. Барабан прорезан арочными окнами (на осях его они трёхчастные, разделённые колонками), наделён объединяющей окна тягой и аттиком. Фасады трапезной примечательны центральным «итальянским» окном в два света и двускатным щипцовым покрытием. У колокольни, внизу четырёхгранной (здесь по вертикали идут два арочных окна, разделённые фризом и фронтоном), выделяется цилиндрический ярус звона, очень вытянутый, с такими же пролётами.